# Caprinia castanealis
Caprinia castanealis là một loài bướm đêm trong họ Crambidae.